# جون إدوارد بروس
جون إدوارد بروس (بالإنجليزية: John Edward Bruce)‏ هو صحفي أمريكي، ولد في 22 فبراير 1856 في Piscataway, Maryland ‏ في الولايات المتحدة، وتوفي في 7 أغسطس 1924 في نيويورك في الولايات المتحدة.